# Lepidopilidium isleanum
Lepidopilidium isleanum är en bladmossart som beskrevs av Brotherus 1907. Lepidopilidium isleanum ingår i släktet Lepidopilidium och familjen Hookeriaceae. Inga underarter finns listade i Catalogue of Life.